# Sanday (Orcades)
Pour les articles homonymes, voir Sanday.
Ne doit pas être confondu avec Sanda, Sandray, Sandoy ou Sandøy.
Sanday (du norrois Sandey, l'île sableuse) est une île du Royaume-Uni située à l'extrême nord des îles de l'archipel des Orcades en Écosse.

## Description
Avec ses 50,43 km2, Sanday est la troisième plus grande île des Orcades après  Mainland et Hoy. La population est de 494 habitants au recensement 2011, principalement répartie entre Lady Village et Kettletoft. L'île dispose d'un petit aérodrome.
Sur le plan touristique, l'île possède une chambre funéraire néolithique à Quoyness et plusieurs vestiges de brochs.

## Phare
Au nord-est de l'île se trouve un îlot, Start Point, accessible à marée basse qui possède un phare construit en 1806.